# Aeroportul Moyobamba
Aeroportul Moyobamba (IATA: MBP, ICAO: SPBB) este un aeroport din Departamento de San Martín⁠(d), Peru ce deservește zona Moyobamba⁠(d). Aeroportul a fost tranzitat în decembrie 2013 de 0 pasageri.
Situat la o altitudine de 838 m, aeroportul dispune de o singură pistă.